# Hynčice nad Moravou

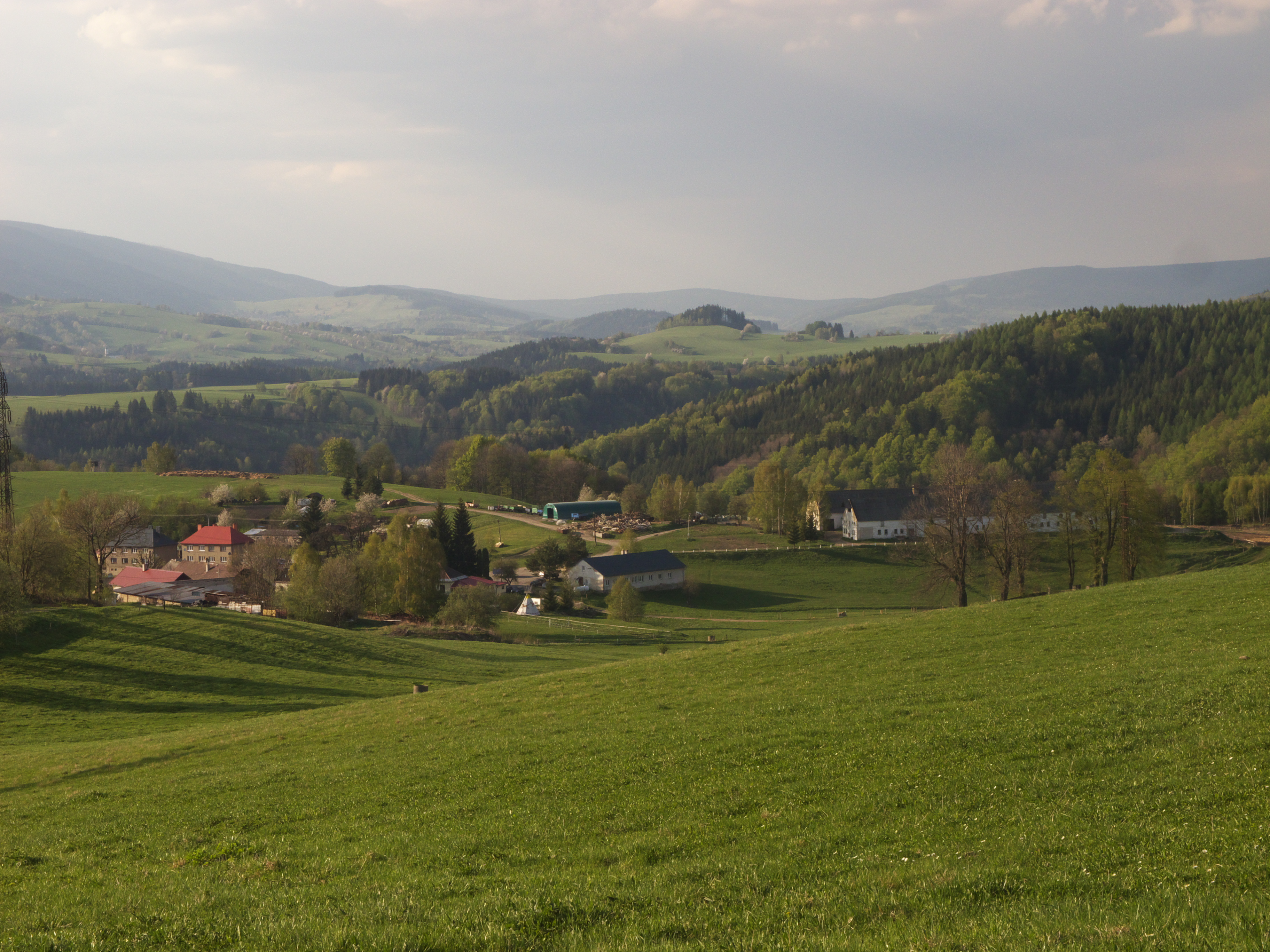
Hynčice nad Moravou

Hynčice nad Moravou (deutsch Heinzendorf an der March) ist ein Ortsteil der Stadt Hanušovice in Tschechien. Er liegt einen Kilometer östlich von Hanušovice und gehört zum Okres Šumperk.

## Geographie
Hynčice befindet sich linksseitig der March unterhalb der Einmündung der Branná (Mittelbordbach) im Hannsdorfer Bergland. Östlich erhebt sich die Pršná (Lauterberg, 642 m), im Südwesten die Sušice (Dürreberg, 607 m). Südlich liegt die Ruine der Burg Fürchtenberg.
Nachbarorte sind Hanušovice im Norden, die Bahnhofssiedlung Potůčník im Nordosten, Potůčník und Horní Bohdíkov im Osten, Prameny im Südosten, Kopřivná im Süden sowie Holba im Westen.

## Geschichte
Die erste schriftliche Erwähnung des zur Herrschaft Fürchtenberg-Schönberg gehörigen Dorfes erfolgte 1417. Zeitweilig gehörte Heinzendorf zur Herrschaft Goldenstein und wurde später Teil der Herrschaft Groß Ullersdorf.
Seit 1850 gehörte Heinzendorf zum Bezirk Mährisch Schönberg. 1930 lebten in dem Dorf 342 Menschen. Nach dem Münchner Abkommen wurde der Ort 1938 dem Deutschen Reich zuschlagen und gehörte bis 1945 zum Landkreis Mährisch Schönberg. 1939 hatte das Dorf 311 Einwohner. Nach dem Zweiten Weltkrieg erfolgte die Vertreibung der deutschen Bewohner. 1949 wurde Hynčice nach Hanušovice eingemeindet. 1991 hatte der Ort 115 Einwohner. Im Jahre 2001 bestand das Dorf aus 23 Häusern, in denen 92 Menschen lebten.